# Пенка Йорданова
Пенка Борисова Йорданова е български политик, член на БКП/БСП, кмет на община Монтана през периода ноември 1995 – октомври 1999 г., общински съветник, първата жена кмет на Монтана.

## Биография
Родена е на 13 януари 1951 г. в с. Калиманица, Берковско (дн. изселено) в семейство на служител и работничка. Учи в родното си село и в Михайловград, където завършва основно образование. Средно образовние завършва през 1968 г. в Икономически техникум „В. Левски“. Учи висше образование във ВФСИ (Стопанска академия) „Д. А. Ценов“ в Свищов и през 1972 г. се дипломира по специалността „Застрахователно дело“. Занимава се със спортовете лека атлетика и гимнастика. Започва работа като инструктор в ОК на ДКМС и секретар на ГК на ДКМС в Михайловград. През 1979 – 1985 г. е на работа в ОС на БПС – инструктор, организатор и завеждащ отдел „Организационен“. През 1985 – 1986 г. е инструктор в ОК на БКП и отговаря за общините в Михайловградски окръг. От 1986 до 1990 г. е секретар на ИК на ОбНС – Михайловград и отговаря за раздаване на общинските жилища. След демократичните промени е назначена за член на Временния изпълнителен комитет на ОбНС (1990 – 1991 г.). През 1991 – 1992 г. е на работа в Национален център за квалификация и преквалификация – София. От 1992 до 1995 г. е инспектор в ЗПК „Орел“ АД – Монтана. Кмет е на община Монтана от 1995 до 1999 г. След кметския мандат е на работа в Министерството на регионалното развитие и благоустройството – директор на Дирекция Административно-териториално устройство и местно самоуправление (1999 – 2009 г.); заместник главен директор на Главна Дирекция Стратегическо планиране на Регионалното развитие и административно-териториалното устройство (2009 – 2012 г.); експерт по регионална политика и местно самоуправление.

## Политическа дейност
Като кандидат от коалиция БСП, БЗНС „Александър Стамболийски" и Политически клуб „Екогласност“ участва в местните избори на 25 октомври 1995 г. Спечелва изборите на втория тур на 12 ноември 1995 г., с което започва кметската ѝ дейност. През 1996 г. Общината става член на Асоциацията на българските общини.
Периодът 1995 – 1997 г. се характеризира с галопираща инфлация, валутен борд и икономическа криза. Извършват се промени в обществено-икономическия живот, отделя се внимание на потребностите на гражданите от жилищни нужди, от необходимите стоки и услуги. Приета е програма за приватизация на общинските фирми, актуализирани са наредби за основните дейности в общината. През този период намаляват собствените източници на приходи, непрекъснато нарастват цените на стоките и услугите. Бюджетът изпитва сериозни затруднения и поради процеса на инфлация, ежегодно остават по няколко десетки милиона лева неразплатени разходи, въпреки наложения режим на икономии и максимално използване на вътрешните ресурси. Приоритетно се осигуряват средства за заплати, стипендии, социални помощи и медикаменти.
Подготвят се документи за продажба на общински фирми и се осъществяват сделки за тяхната приватизация. Извършени са дейности за ускоряване на приватизацията и за стабилизиране на общинските фирми. Те са 7 броя със 100 % общинско участие а в 8 общината има дялово участие След смяната на собствеността редица общински фирми започват да работят успешно.
В областта на териториалното и селищното устройство е актуализиран застроителния и регулационен план на централната градска част и на жилищен комплекс Младост; започната е процедура за отчуждаване на терен за градска пречиствателна станция.
Започва реконструкция за покрит пазар, изготвен е проект за изграждане на тържище за плодове и зеленчуци, извършва се газификация в промишлената зона на града. По време на мандата е завършен първият етап от 15 км за газификация на града с инвеститор Монтанагаз, който включва обществени сгради, детски градини и здравни заведения. От 1997 – 1998 г. в тези обекти се осъществява модерно и екологично отопление. През 1997 г. е отреден терен за изграждане на нова православна черква в кв. 23. Остават незавършени обектите: Хирургически блок, Пречиствателна станция и Тържище за плодове и зеленчуци.
В областта на селското стопанство са изградени няколко десетки земеделски кооперации и сдружения, продължава съвместната дейност с Поземлената комисия – град Монтана по възстановяване собствеността върху земеделските земи на бившите собственици и техните наследници.
В търговската дейност са регистрирани повече от 50 нови обекта за търговия, обществено хранене и услуги.
Осъществява се подпомагане на социално слаби граждани и социално обслужване с помощта на Домашен социален патронаж.
В строителството се работи по водоснабдяване, ел. изграждане, ремонти на училища, улици и др., премахване на незаконното строителство, озеленяване и поддържане на чистота. Извършена е реконструкция на водопроводната мрежа на три улици общо 700 л. м.; разширяване на водоснабдяването в селата на общината и са асфалтирани две улици. Започва изграждане на канализация в кв. Кошарник. 
Транспортът не обслужва всички линии, автобусният парк е остарял, липсват резервни части и гуми. Регистрирани са нови превозвачи за обществен превоз на пътници с автобуси и таксиметрови коли.
През 1998 г. френска фирма спечелва конкурс за изграждане на ВЕЦ на язовир „Огоста“ със срок на завършване 14 месеца. Изградена е общинска аптечна фирма „Фарма М“ 96.
През октомври 1998 г. общината организира международно изложение „Монтана експо“ в Младежкия дом с участието на 40 фирми от страната и чужбина.
Завършена е сградата на новата Художествената галерия (1998 г.). През с.г. в Регионална библиотека „Гео Милев“ е осъществен достъп до глобалната мрежа Интернет. На 8 октомври 1998 г. е проведено тържествено заседание на Общинския съвет – Монтана по повод Деня на българската община – 12 октомври. В образованието са преструктурирани учебни заведения, извършени са ремонти на материалната база на училищата. Осигурени са условия за запазване и продължаване дейността на Стопанско-правния факултет поради неговото значение за икономическия и духовен живот в града и за преодоляване на негативните демографски тенденции.
В духовния и културен живот са организирани: Шестите национални празници на духовите оркестри "Дико Илиев" по повод 100-годишнината от рождението му с 20 оркестъра, 4 мажоретни състава и над 1000 участници; Празник на гр. Монтана с присъствието на президента Петър Стоянов; откриване на новата сграда на Художествената галерия „Кирил Петров“. През мандата на Пенка Йорданова са открити паметни плочи по повод на: 100-годишнината на видния актьор и драматург Стефан Савов  (1996 г.) и по повод 120 години от освобождението на Кутловица (Монтана) от турско робство (1997 г.). С Решение № 247, т. 1 от Протокол № 36/29.05.1997 г. на Общински съвет – Монтана, Денят на Св. Дух е определен за събор (празник) на гр. Монтана.
Ежемесечно се провежда Ден на кмета от кметовете на населените места в общината по редица насъщни проблеми на населението. С приетия от общинския съвет Правилник за духовно стимулиране са утвърдени „Почетен знак“, „Почетна грамота“ и „Почетна значка“ за удостояване на личности, организации и юридически лица с особен принос за развитието на града.